# Auriol
Auriol è un comune francese di 11 786 abitanti situato nel dipartimento delle Bocche del Rodano della regione della Provenza-Alpi-Costa Azzurra.

## Storia

### Tesoro di Auriol
Il suo territorio, nel 1867, fu teatro di un'importante scoperta archeologica nel campo della numismatica greca, il rinvenimento,  in località Les Barres, del cosiddetto tesoro di Auriol. La scoperta permise l'individuazione di tipologia di circolazione monetale nell'ambito della colonizzazione greco-antica del V secolo a.C., sviluppatasi e diffusasi in area tirrenica e nel bacino mediterraneo nord-occidentale.

### Simboli
Lo stemma del comune di Auriol si blasona:
È un'arma parlante poiché il rigogolo si chiama auruou in dialetto provenzale.

## Società

### Evoluzione demografica
Abitanti censiti

## Amministrazione

### Gemellaggi
- Castelnuovo Rangone